# Juan José Ruiz
Pour les articles homonymes, voir Juan Ruiz et Ruiz.
Juan José Ruiz, né le 15 décembre 1988 à Carvajal, est un coureur cycliste vénézuélien.

## Palmarès et résultats

### Palmarès par année
- 2007
  - 6e étape du Tour du Trujillo
- 2009
  - 3e du championnat du Venezuela du contre-la-montre espoirs
- 2010
  - 5e étape du Tour du Trujillo
- 2013
  - 3e étape du Clásico Virgen de la Consolación de Táriba
  - 3e du Tour du Trujillo
- 2015
  - Tour de Santa Cruz de Mora :
    - Classement général
    - 1reb étape

  - 1re, 3e et 4e étapes du Tour du Trujillo
- 2016
  - Tour du Trujillo :
    - Classement général
    - 4e étape

  - 4e étape du Tour du Venezuela
- 2020
  - 2e du Tour du Táchira
- 2023
  - 2e du Tour du Táchira
- 2024
  - 5e étape du Tour du Táchira
  - Clásico José Gregorio Hernández :
    - Classement général
    - 1re et 3e étapes

  - Tour du Trujillo : 
    - Classement général
    - 6eet 7e étapes

  - 2e du Tour du Táchira

### Classements mondiaux
| Année            | 2014 | 2015 | 2016 |
| ---------------- | ---- | ---- | ---- |
| UCI America Tour | 321e | 241e | 163e |